# Torneo de Charleston 2017
El Volvo Car Open 2017 fue un evento de tenis WTA Premier en la rama femenina. Se disputó en Estados Unidos, en el Family Circle Tennis Center de Daniel Island, Charleston, Carolina del Sur del 3 al 9 de abril. Es el único torneo en el año de la temporada de polvo de ladrillo que se disputa con arcilla verde.

## Cabezas de serie

### Individuales femeninos
| Tenista              | Ranking | Preclasificada |
| Madison Keys         | 9       | 1              |
| Johanna Konta        | 11      | 2              |
| Venus Williams       | 12      | 3              |
| Yelena Vesnina       | 13      | 4              |
| Caroline Wozniacki   | 14      | 5              |
| Samantha Stosur      | 19      | 6              |
| Kiki Bertens         | 21      | 7              |
| Anastasija Sevastova | 25      | 8              |
| Daria Gavrilova      | 26      | 9              |
| Irina-Camelia Begu   | 28      | 10             |
| Mirjana Lucic-Baroni | 29      | 11             |
| Yulia Putintseva     | 32      | 12             |
| Shuai Zhang          | 33      | 13             |
| Lauren Davis         | 34      | 14             |
| Lucie Šafářová       | 36      | 15             |
| Kateřina Siniaková   | 37      | 16             |

- Ranking del 20 de marzo de 2017

### Dobles femeninos
| Tenista                              | Ranking | Preclasificada |
| Bethanie Mattek-Sands Lucie Šafářová | 3       | 1              |
| Andrea Hlaváčková Sania Mirza        | 16      | 2              |
| Chan Hao-ching Chan Yung-jan         | 29      | 3              |
| Lucie Hradecká Kateřina Siniaková    | 35      | 4              |

## Campeonas

### Individuales femeninos
Daria Kasátkina venció a  Jeļena Ostapenko por 6-3, 6-1

### Dobles femenino
Bethanie Mattek-Sands /  Lucie Šafářová vencieron a  Lucie Hradecká /  Kateřina Siniaková por 6-1, 4-6, [10-7]